# Gonodonta evadens
Gonodonta evadens là một loài bướm đêm trong họ Noctuidae.